# Tunelul Gibei
Tunelul Gibei este un tunel situat pe secția de cale ferată nefinalizată Vâlcele–Bujoreni Vâlcea, care traversează Culmea Gibei între satele Poienari din județul Argeș și Gibești din județul Vâlcea. Cu o lungime de 2250 m (conform planului de încadrare în zonă reprodus în lucrarea „Construcții pentru Transporturi în România”; respectiv 2240, 2260 m sau 2265 m, după alte surse), Gibei este unul dintre cele mai lungi tuneluri care s-au construit vreodată în România și cel mai lung construit după Al Doilea Război Mondial.

## Context
Încă din ultimul deceniu al secolului al XIX-lea, inginerul Mihail H. Romniceanu a efectuat studii de teren în vederea realizării unei căi ferate între valea Argeșului și valea Oltului. După Primul Război Mondial a fost reluată ideea creării unei legături între calea ferată Pitești–Curtea de Argeș și calea ferată Podu Olt–Piatra Olt. Variantele studiate în acea perioadă sugerau o linie care să conecteze direct gările Curtea de Argeș și Râmnicu Vâlcea.
În perioada comunistă, autoritățile locale au solicitat la fiecare congres al PCR realizarea unei căi ferate între Râmnicu Vâlcea și Curtea de Argeș, care ar fi scurtat cu 125 km distanța dintre Sibiu și București. Deoarece vechile trasee studiate, cele prin Curtea de Argeș, au fost considerate ocolitoare și prezentau caracteristici grele de exploatare, s-au studiat noi variante de trasee, mai directe. Un colectiv al Institutului de Proiectări Căi Ferate sub conducerea șefului de proiect, ing. Alexandru Ciocionică, a ajuns la concluzia că varianta cea mai avantajoasă era aceea care urma traseul Vîlcele – Tutana – Ciofrîngeni – Sîmnic – Râmnicu Vâlcea, traseul fiind mai scurt, mai puțin sinuos, și cu caracteristici mai bune de exploatare. Această variantă avea însă și neajunsul că trebuiau traversate văile râurilor Argeș, Topolog și Sîmnic, precum și cele două culmi de dealuri dintre ele. Pentru traversarea dealurilor au fost proiectate două tuneluri, Ploștina și Gibei.

## Construcție

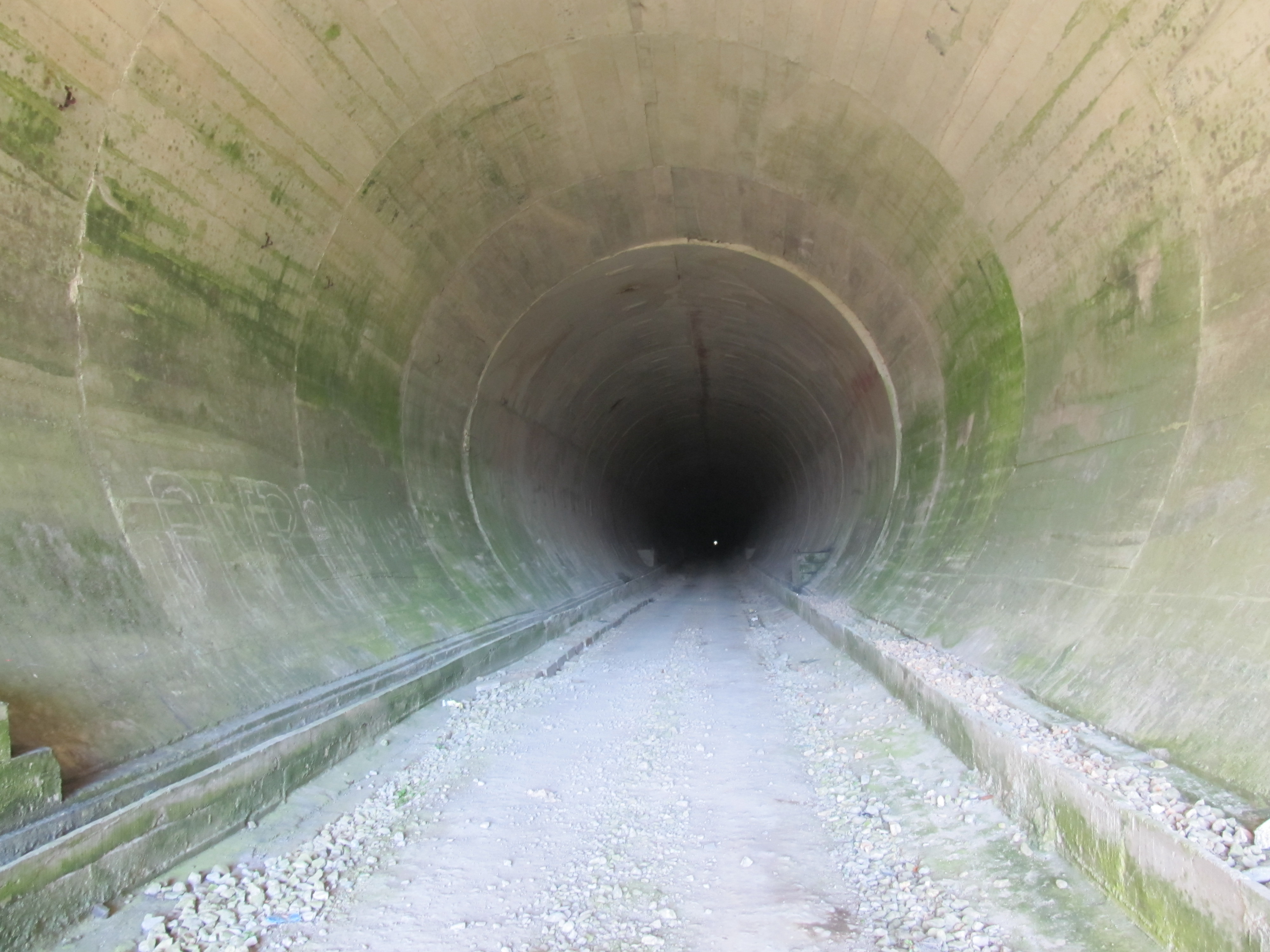
Aspect din galerie

Proiectarea liniei a fost realizată de institutul de profil aparținând Ministerului Transporturilor și Telecomunicațiilor. Lucrările au început în luna martie 1979, iar construcția viaductelor mari și a celor două tuneluri a fost încredințată șantierului Ciofrîngeni al IUG-CCF București (Întreprinderea de Utilaj Greu Construcții Căi Feroviare), condus de inginerul Nicolae Procop și avându-i ca adjuncți pe inginerii Dorin Oniță, Alexandru Paul Tacacs și Otto Cremarenco. Execuția propriu-zisă a celor două tuneluri a fost atribuită Antreprizei de Tunele Căi Ferate Brașov din cadrul IUG-CCF, prin Șantierul 82 Tunele (Șantierul 83, după altă sursă).
Deși toate lucrările de artă de pe traseu au fost proiectate pentru cale ferată dublă, nu s-a îndrăznit a se propune conducerii de partid același lucru și pentru tuneluri, din cauza costurilor foarte mari.
Pe lângă personal feroviar specializat, la lucrările de construcție a tunelului Gibei au participat numeroși mineri, precum și cadre și muncitori care fuseseră anterior implicați în realizarea galeriilor hidroenergetice de pe Argeș sau Lotru. Inițial, străpungerea tunelului a fost abordată doar de la unul din capete, denumit „intrare”, cu ajutorul unui scut integral mecanizat, tehnologie aplicată în premieră în rețeaua feroviară românească. Scutul respectiv era un agregat cu pasul de 1 m, care reușea să realizeze doi astfel de pași pe zi. Materialul excavat de cupa rotitoare era evacuat cu ajutorul vagoneților, pe două rânduri de șine instalate în galerie, iar în urma scutului tunelul rămânea finisat. Ulterior, secțiunile de tunel forate erau cămășuite suplimentar cu beton armat, cu ajutorul unui cofrag telescopic. Din cauza caracteristicilor geotehnice foarte dificile ale terenului, ritmul de lucru nu a fost satisfăcător, astfel că a fost necesară atacarea galeriei și dinspre celălalt capăt, denumit „ieșire”, cu ajutorul unui scut asemănător. În total, în tunel au lucrat circa 100 de constructori, sub supravegherea inginerului Daniel Pop.
Din punct de vedere hidrologic, tunelul traversează cumpăna formată din interfluviul Topolog – Gibești și, din acest motiv, în timpul construcției s-au produs 32 de surpări, care au necesitat în total 440 de zile pentru remedieri. Cea mai gravă avarie a avut loc pe 26 aprilie 1985, la ora 02:00 noaptea. În acel moment, dinspre capătul „intrare” se foraseră aproximativ 700 m, iar dinspre capătul „ieșire” circa 200 m. În dreptul inelului 687 (un inel = 1 m) și al cozorocului nr. 10 a țâșnit o vână de borchiș, apă amestecată cu nisip, având un diametru de aproximativ 40 cm. Din cauza declivității de 100/00 a galeriei, apa ar fi atins deja doi metri adâncime la 200 m spre ieșirea din tunel, creând un pericol iminent de înec și electrocutare, din cauza utilajelor sub tensiune. Între orele 04:00 și 10:00 s-a acționat continuu pentru bandajarea frontului de lucru, umplerea rosturilor cu paie și evacuarea cu motopompele a apei. Diametrul vânei de apă a scăzut sub 3 cm la aproximativ 28 de ore de la producerea evenimentului. Pentru stingerea efectelor incidentului și găsirea unei soluții tehnice definitive au fost consultate mai multe instituții de profil din România. Această avarie a întârziat finalizarea lucrărilor cu aproximativ 450 de zile.
Întâlnirea celor două scuturi s-a petrecut pe 29 septembrie 1989, iar deviațiile față de axul proiectat au fost de doar 8 cm pe orizontală și 12 cm pe verticală. În timpul execuției, șantierul tunelului a fost vizitat și de viceprim-ministrul guvernului de la acea vreme, Ioan Ioniță. Tot în perioada execuției, un colectiv condus de inginerii Iorgu Nicula și Teodor Iftimie a întocmit o lucrare intitulată „Cercetări privind comportarea în timpul construcției a tunelului Gibei”, în cadrul contractului nr. 194/1983.
Cele două tuneluri, Ploștina și Gibei, au fost executate în proporție de 100%, iar calea ferată Vâlcele–Bujoreni Vâlcea a fost în mare parte finalizată și urma sa fie dată în exploatare în prima parte a anului 1990. Pe întreaga linie s-a circulat cu trenuri de lucru în 1989, iar un orar pentru viitoarele trenuri de călători a fost publicat în Mersul Trenurilor din 1991-1992. Linia a fost însă abandonată după Revoluția din 1989 și s-a degradat rapid. Un contract controversat, semnat în 2000 cu firma italiană SECOL SpA pentru finalizarea lucrărilor, s-a soldat cu demontarea șinelor de pe întreaga lungime a căii ferate și a fost reziliat în final fără să existe vreun progres pe teren.
Deși abandonat, tunelul Gibei s-a comportat foarte bine în timp. Diferite echipe de entuziaști care l-au străbătut de-a lungul anilor au constatat că în general este uscat, neexistând decât infiltrații minore.